# Zamek (województwo pomorskie)
Zamek – osada w Polsce, położona w województwie pomorskim, w powiecie sztumskim, w gminie Stary Dzierzgoń, nad rzeką Dzierzgoń. Wchodzi w skład sołectwa Stary Dzierzgoń.
W latach 1975–1998 osada administracyjnie należała do województwa elbląskiego.
W roku 1973 jako osada Zamek należał do powiatu morąskiego, gmina i poczta Stary Dzierzgoń.
W pobliżu osady na obszarze zalesionym znajdują się pozostałości starego grodziska.